# Rybołów
Rybołów (Pandion haliaetus) – gatunek dużego, przeważnie wędrownego ptaka drapieżnego z monotypowej rodziny rybołowów (Pandionidae).

## Taksonomia i ewolucja
Rybołów jest jednym z wielu gatunków ptaków pierwotnie opisanych przez Karola Linneusza w przełomowej, 10. edycji jego dzieła Systema Naturae, w którym otrzymał on binominalną nazwę Falco haliætus. Następnie, w 1809 roku został przeklasyfikowany do nowego rodzaju Pandion przez francuskiego zoologa Marie Jules’a Césara Savigny’ego. Savigny nazwę Pandion zaczerpnął od mitycznego króla greckiego Pandiona. W 1854 Karol Lucjan Bonaparte przeniósł rodzaj Pandion do nowo utworzonej, monotypowej rodziny Pandionidae.
Rybołów różni się pod kilkoma względami od innych dziennych ptaków drapieżnych. Jego palce są jednakowej długości, jego skoki są siatkowane, a szpony są raczej zaokrąglone niż rowkowane. Rybołowy i sowy są jedynymi drapieżnikami, których zewnętrzny palec jest odwracalny, co pozwala im chwytać swoją ofiarę dwoma palcami z przodu i dwoma z tyłu. Jest to szczególnie przydatne przy łapaniu śliskich ryb.
Rybołów od zawsze stanowił problem dla taksonomów, tutaj traktowany jest jako jedyny żyjący przedstawiciel rodziny Pandionidae, która umieszczona jest w rzędzie szponiastych (Accipitriformes), choć tradycyjnie zaliczano ją do rzędu sokołowych (Falconiformes). Inne systemy klasyfikacyjne umieszczają go obok jastrzębi i orłów w rodzinie jastrzębiowatych (Accipitridae), a jeszcze inne zaliczają go do rodziny sokołowatych (Falconidae) w rzędzie Falconiformes. Taksonomia Sibleya-Ahlquista umieszcza go wraz z innymi dziennymi ptakami drapieżnymi w znacznie powiększonym rzędzie brodzących (Ciconiiformes), ale skutkuje to nienaturalną klasyfikacją parafiletyczną.
Rybołów jest także wyjątkowy pod tym względem, że jako pojedynczy gatunek występuje niemal na całym świecie. Nawet kilka podgatunków nie da się jednoznacznie oddzielić. Zasadniczo wyróżnia się cztery podgatunki (nominatywny, carolinensis, ridgwayi i cristatus), choć różnice są niewielkie, a część systematyków wymienia tylko trzy pierwsze, a czwarty (cristatus) podnosi do rangi osobnego gatunku:

## Podgatunki i zasięg występowania
Poszczególne podgatunki zamieszkują:
- P. haliaetus haliaetus (Linnaeus, 1758) – rybołów, rybołów zwyczajny[4] – o zasięgu palearktycznym. Niemal cała Europa, północna i środkowa Azja oraz północne wybrzeża Afryki, Wyspy Zielonego Przylądka. Zimuje głównie w Afryce i południowej Azji. Przyloty od połowy marca do połowy czerwca i odloty od sierpnia do połowy października. W Polsce skrajnie nieliczny ptak lęgowy na niżu, prawie wyłącznie na dwóch obszarach: Pojezierza Mazurskiego oraz Pomorza Zachodniego, fragment ziemi lubuskiej i częściowo Wielkopolski – całkowita liczebność pod koniec lat 90. XX wieku: 70–75 par[12] (w wymienionych obszarach znalazło się 65 par)[13]. Nowsze szacunki programu Monitoring Rybołowa z lat 2013–2018 podają obecność na terenie kraju 24–39 par[14]. W kraju przebywa od połowy marca do połowy listopada, choć niektóre pozostają na zimę (przeważnie gdy ta ma łagodniejszy przebieg)[15].
- P. haliaetus carolinensis (Gmelin, 1788) –  Ameryka Północna od Alaski i Kanady do południowych USA. Zimuje na południe od zasięgu letniego po Peru i południową Brazylię. Ta forma jest większa, ciemniejsza i ma bledszą pierś od podgatunku nominatywnego.
- P. haliaetus ridgwayi Maynard, 1887 – Karaiby – Bahamy, Kuba, wschodnie Belize. Ta forma ma bardzo jasną głowę i pierś w porównaniu z podgatunkiem haliaetus, ze słabo zaznaczoną maską. Jest ptakiem osiadłym. Jego epitet gatunkowy upamiętnia amerykańskiego ornitologa Roberta Ridgwaya[16].
- P. haliaetus cristatus (Vieillot, 1816) – rybołów australijski[4] – od wysp Jawa i Celebes na zachodzie po Australię na południu oraz Wyspy Salomona i Nową Kaledonię na wschodzie[9][11]. W Australii i na Tasmanii linia brzegowa i niektóre duże rzeki. Najmniejszy i najbardziej wyróżniający się od pozostałych podgatunek; również osiadły. Takson o niepewnej pozycji taksonomicznej, przez część taksonomów wyodrębniany do rangi gatunku[11][17][18].

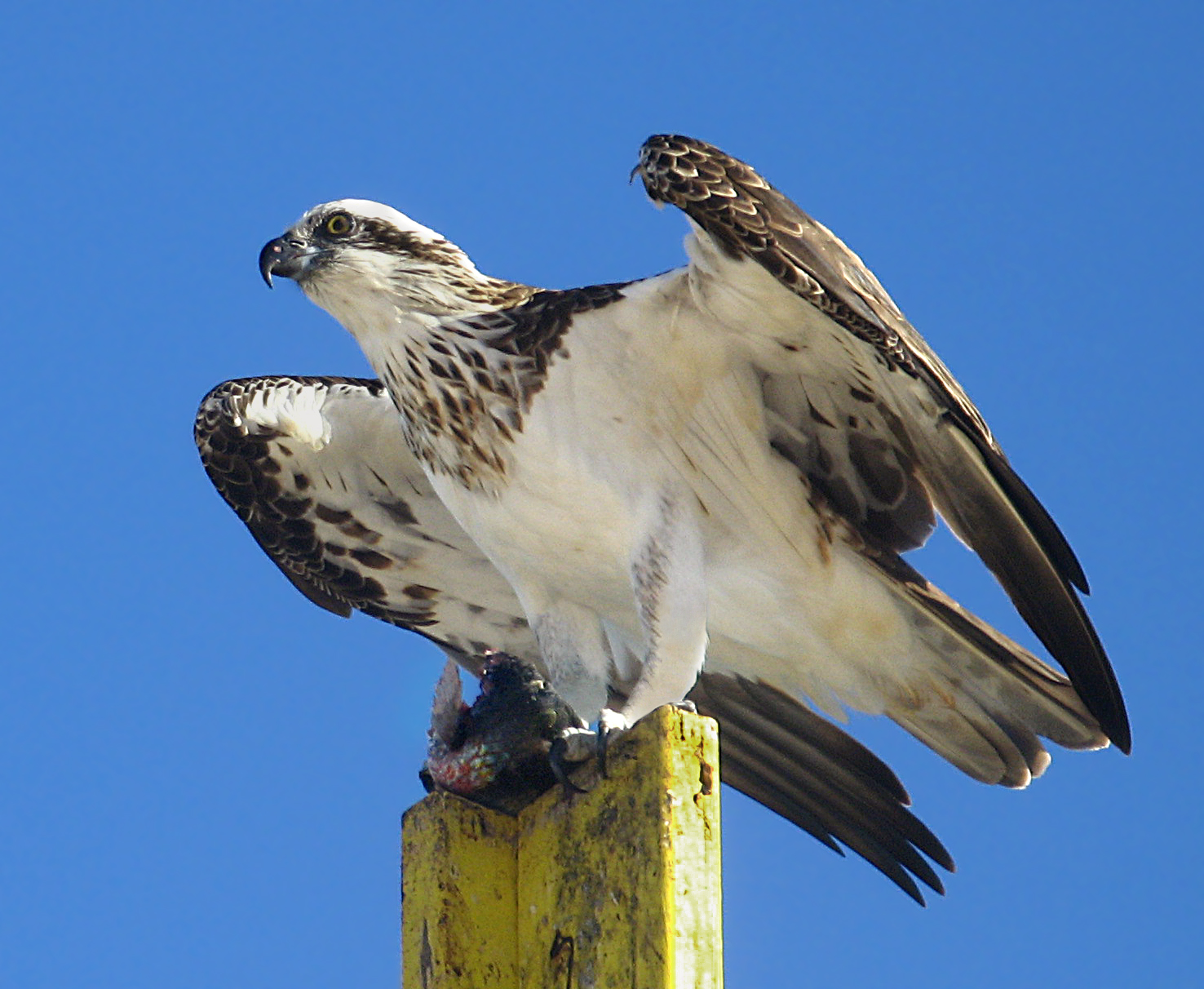
Rybołów australijski czasami traktowany jest jako odrębny gatunek

Pierwotnie rybołowy występowały w całej Europie, ale w zachodniej i środkowej jej części w XIX i na początku XX wieku został wytępiony. Pozostały jedynie szczątkowe populacje. Obecnie (2015) ocenia się, że w Europie żyje 8400 – 12 300 par, które przemieszczają się na krótkie lub długie dystanse.

## Charakterystyka

### Cechy gatunku
U dorosłych rybołowów wierzch ciała jest jednolicie brązowy, brązowy pas biegnie również od oka, bokiem szyi na grzbiet. Spód czysto biały, na szyi i piersi szeroki pas brązowych plamek. Gardło i potylica brudnobiałe. Na białej głowie widać ciemny pasek oczny i sterczące pióra na ciemieniu i potylicy. Dziób i nogi szaroniebieskie. Długie i wąskie brunatne skrzydła w locie są zgięte w nadgarstkach, tak jak ma to miejsce u mew. Podobnie do tych siewkowców krótki, prosto ścięty ogon układa na kształt litery M. Skrajny palec zwrotny. Młode ptaki mają jasno obrzeżone pióra na grzbiecie i pokrywach skrzydłowych. U wszystkich rybołowów w powietrzu da się dostrzec jasny spód wyróżniający się od czarnych plam na nadgarstku, lotkach drugorzędowych i czarnych końcówek skrzydeł. Samice są większe od samców, cechują się także szerszą, ciemniejszą przepaską na piersi, a także wyraźniejszym, ciemnym wzorem na średnich pokrywach (u samców, średnie pokrywy są prawie całkowicie białe) oraz większą plamą nadgarstkową . 
Swoje wyjątkowo długie szpony może tak ustawić, że dwa tylne palce przeciwstawne są do dwóch przednich. Przy nurkowaniu nozdrza ptaka są zamykane. Inną adaptacją do zanurzania związanego z trybem polowania są silnie natłuszczone pióra o wodoodpornych właściwościach. Dzięki temu ptak wznosi się w powietrze od razu po zanurkowaniu (nie musi suszyć skrzydeł).

Jest trochę większy od myszołowa i ma dłuższe skrzydła.

### Zachowanie
Rybołowy są aktywne cały dzień od świtu do zmierzchu i godzinami mogą przesiadywać na słupach lub wierzchołkach martwych drzew. W trakcie migracji wiosną i jesienią widuje się luźne koncentracje tego ptaka dochodzące do kilku lub kilkunastu osobników. Bardziej zaznaczają się odloty. W locie przyjmuje charakterystyczną sylwetkę z uniesionymi skrzydłami. W powietrzu porusza się z prędkością 30–60 km/h. Przed zanurkowaniem wysuwa do przodu nogi i łapie zdobycz długimi, smukłymi i ostrymi pazurami. Może nurkować i przez chwilę pływać po powierzchni wody rozpostartymi skrzydłami. Aby poderwać się do lotu, uderza silnie skrzydłami i z rybą w szponach oddala się do spokojnego miejsca lub gniazda. Wobec człowieka jest bardzo płochliwy. Wędruje pojedynczo.

### Wymiary średnie
Długość ciała55–70 cm lub 52–60 cm
Rozpiętość skrzydeł145–183 cm lub 152–167 cm

### Masa ciała
samce: 1,2–1,7 kg, samice: 1,2–2,0 kg

## Biotop

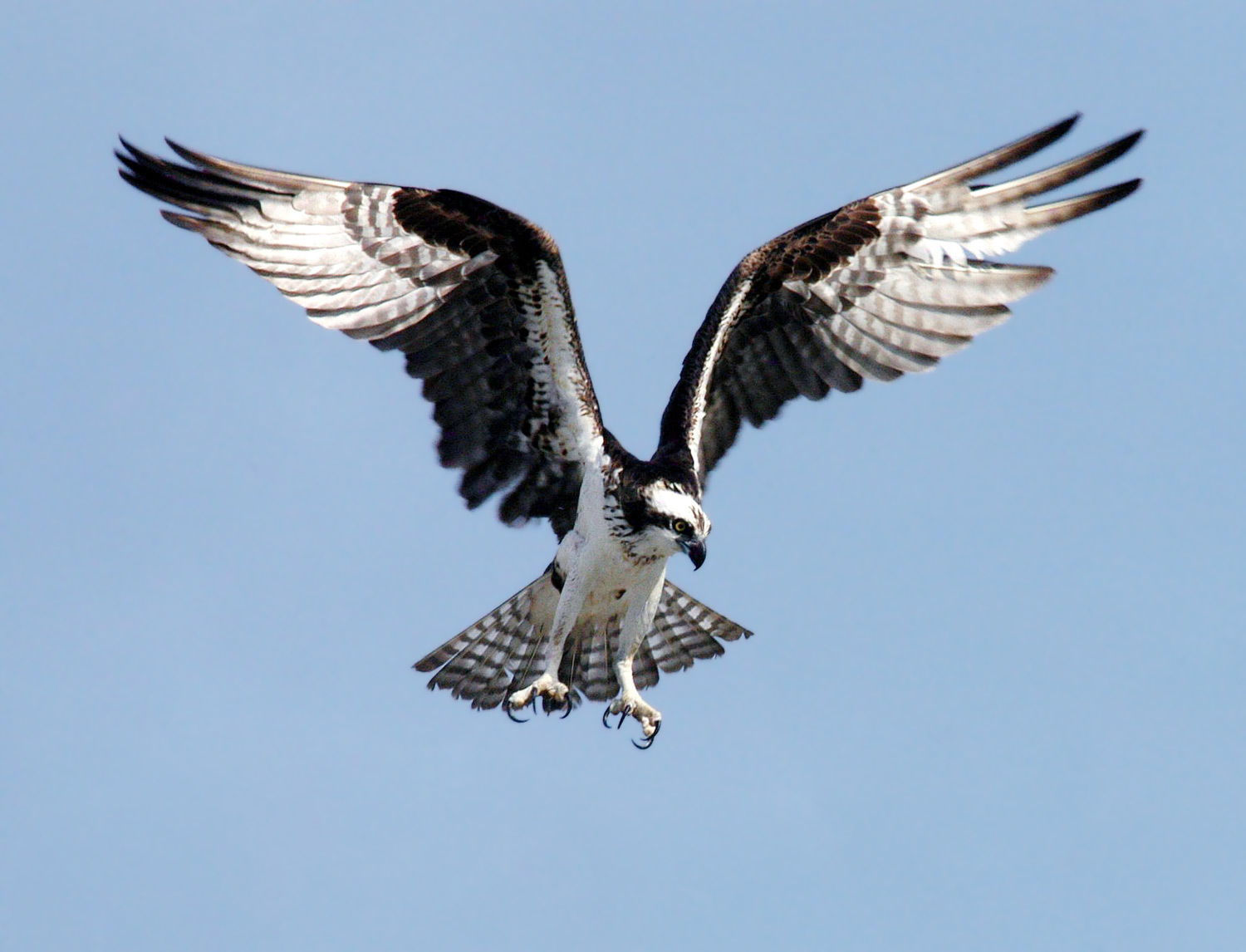
Rybołów szykujący się do nurkowania

Lasy, w których można znaleźć liczne duże, niezarośnięte zbiorniki wodne. Preferuje skraje starych borów sosnowych, wybrzeża morskie, zadrzewione brzegi rzek i jezior oraz różnego typu rozlewiska i mokradła. Lęgnie się na obrzeżach drzewostanów w pobliżu jezior i stawów hodowlanych. Wymogiem jest obecność wysokich sosen o płaskich koronach, dogodnych do założenia gniazda. Obserwatorzy spotykają się z nimi najczęściej na stawach rybnych i zbiornikach zaporowych.

## Okres lęgowy

### Gody
Zajęcie rewiru samiec manifestuje widowiskowym lotem z naprzemiennym wznoszeniem się, zawisaniem w powietrzu i opadaniem. Dodatkowo wydaje przy tym donośny pisk. W szponach może czasem trzymać materiał na gniazdo lub upolowaną zdobycz. Ma to zwrócić uwagę samicy. Pary są monogamiczne.

### Gniazdo
Na szczycie starego, wyniosłego drzewa (zazwyczaj sosny) lub w uskokach stromych brzegów. Zajmuje również sztuczne platformy oraz stare gniazda innych gatunków. Osiedla się nawet na słupach elektrycznych. Konstrukcję budują oboje partnerzy, jednak większy udział przypada samcowi. Wykorzystują przy tym różnych rozmiarów gałęzie. Do wyścielenia służą im mech, kora i trawa. Od góry jest zupełnie odsłonięte. Generalnie gnieździ się samotnie lub w małych koloniach, jednak w amerykańskim stanie Maryland obserwowano kolonie liczące 12–25 gniazd, na nowojorskiej Long Island była kolonia rybołowów licząca 40 gniazd, natomiast na sąsiedniej, niewielkiej wyspie Gardiners Island jeszcze większa kolonia, licząca ok. 200 gniazd.

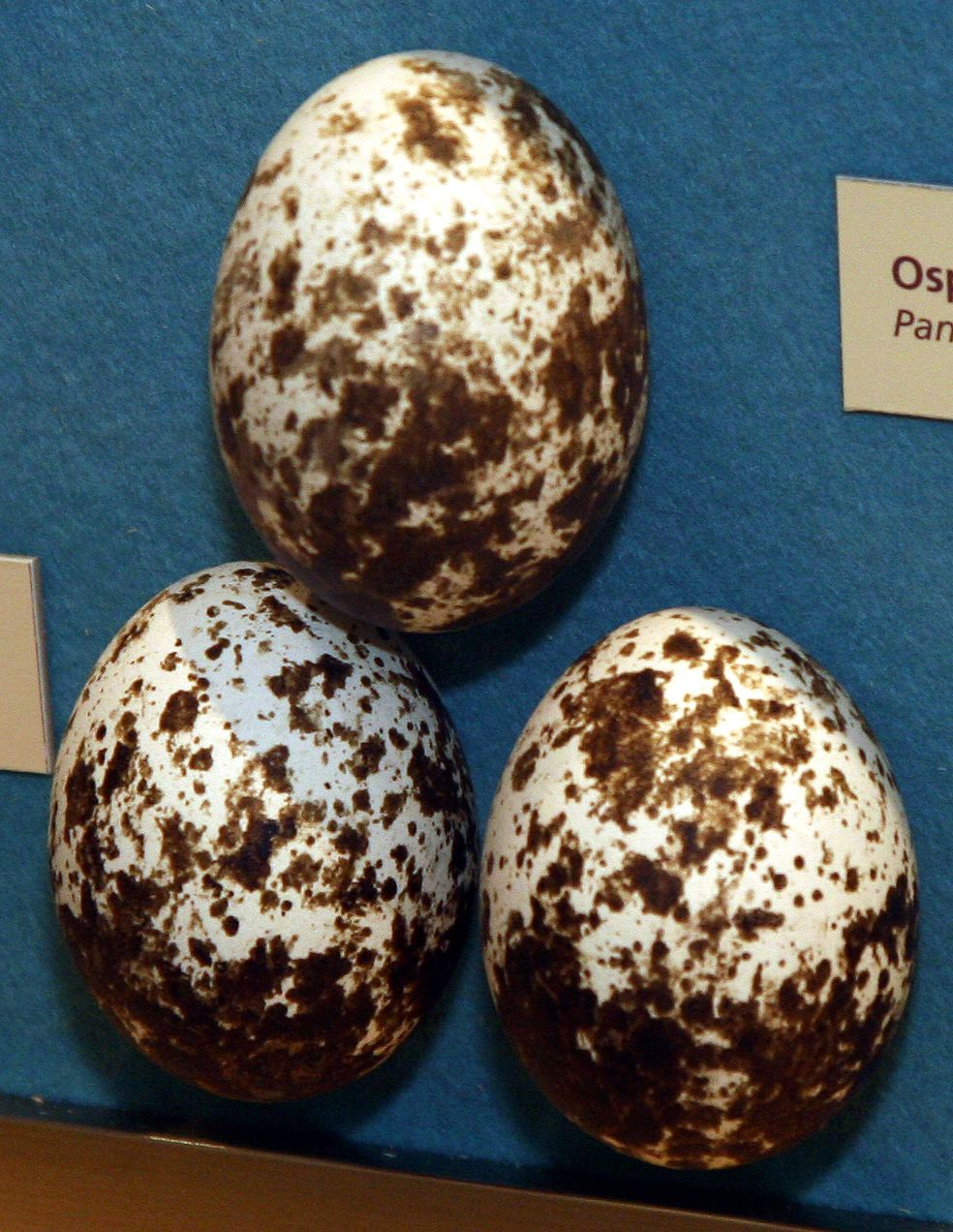
Jaja z kolekcji muzealnej

### Jaja
Składa w kwietniu lub maju 2–3 białe jaja z brązowym plamkowaniem.

### Wysiadywanie
Składa 2-3, rzadziej 4 jaja w odstępie 1-3 dni. Następnie wysiadywane są przez okres ok. 5 tygodni przez obydwoje rodziców, choć częściej robi to samica. Potomstwo, gniazdowniki, wykluwają się asynchronicznie, w odstępie kilku dni. Karmi je samica, która rozdziela im pokarm przynoszony przez ojca. Pisklęta są lotne po 7–8 tygodniach, a opuszczają gniazdo po ok. 9 tygodniach życia. Pełną samodzielność osiągają po miesiącu lub dwóch. Następny, drugi kalendarzowy rok życia spędzają na zimowiskach. Rybołowy przystępują do swych pierwszych lęgów przeważnie w 3. roku życia. 

## Pożywienie

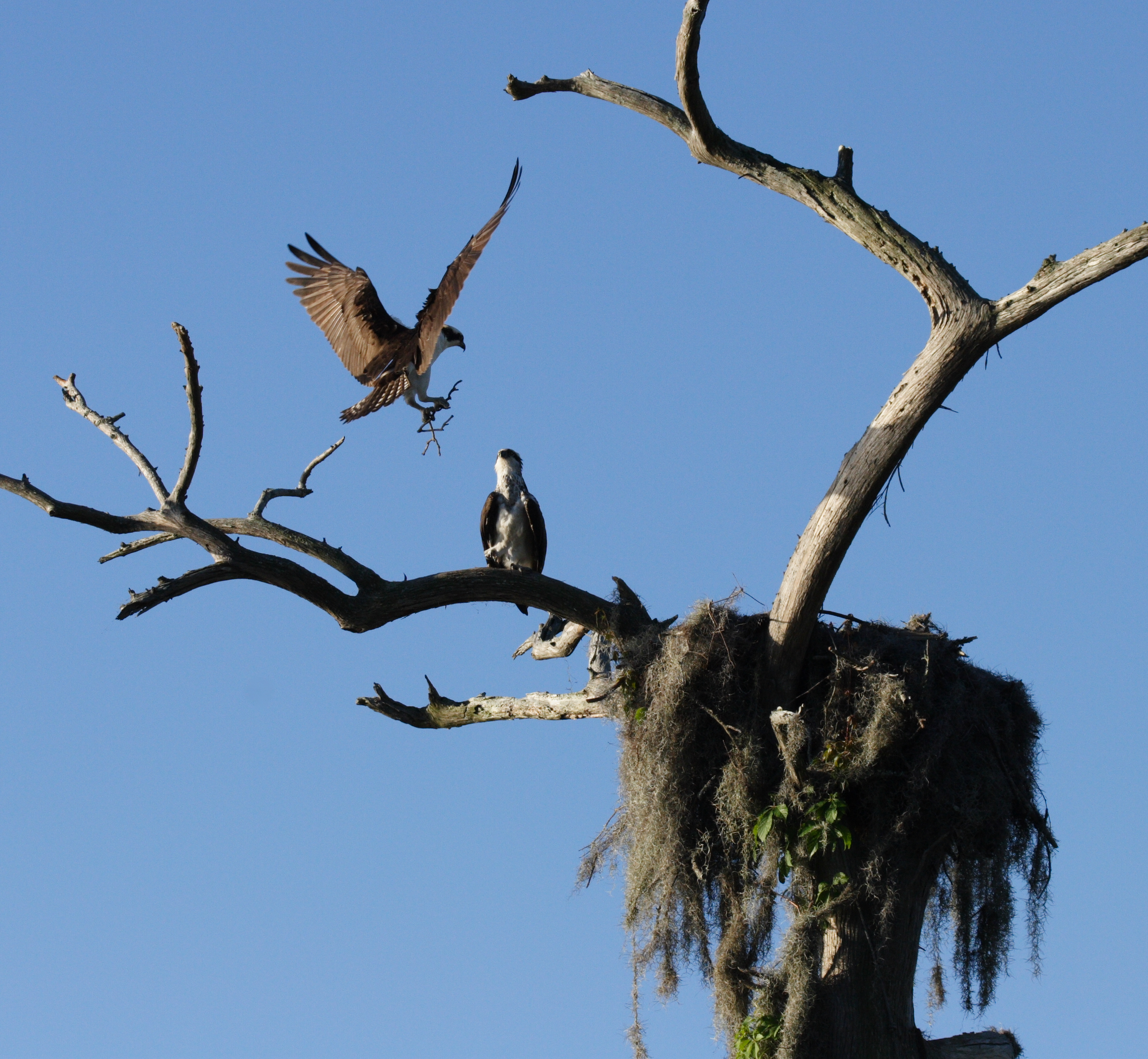
Lądujący samiec oraz samica

Niemal wyłącznie ryby, które chwyta rzucając się na nie z wyciągniętymi szponami (nawet z wysokości kilkudziesięciu metrów – 20–30 m, a nawet 70 m) i ze złożonymi skrzydłami (większość rybożernych ptaków korzysta w łowach z dzioba). Przeważnie mają 150–300 g (sporadycznie do 2 kg). Wypatruje je w prostym locie, a kiedy dostrzeże zwierzynę może przed spadnięciem na nią zawisnąć na chwilę w locie trzepocząc skrzydłami jak pustułka. Może polować z zasadzki – obserwuje zbiornik wodny z wysokiego drzewa, wtedy na rybę spada w krótkim locie. Zdarza się nierzadko, że całkowicie zanurza się pod powierzchnię wody, choć zwykle na głębokość 3 m. Z upolowaną ofiarą leci na wysokie drzewo i tam zabija oraz zjada zdobycz. Nogi są odpowiednio przystosowane do łapania ryb – spodnia część ma ostre, kolczate, wypukłe łuski, a palce zakończone są hakowatymi i ostrymi szponami. Gdy ryba dostrzeże zbliżające się niebezpieczeństwo znad powierzchni tafli akwenu i ucieknie rybołów przerywa atak wyhamowując lot tuż przed wodą. Mniej typowym pokarmem są drobne ssaki, ptaki, gady, płazy, skorupiaki i inne bezkręgowce, ale zjada je bardzo rzadko.
Łowiska znajdują na jeziorach w głębi lądu oraz na wybrzeżu morza. Żerowanie odbywa się przeważnie samotnie. Inaczej jest w przypadku obfitości ryb, kiedy to może tworzyć małe grupki. W okresie lęgowym żeruje w odległości kilku kilometrów od gniazda, choć zdarza się mu oddalać nawet o 30 km.

## Status i ochrona

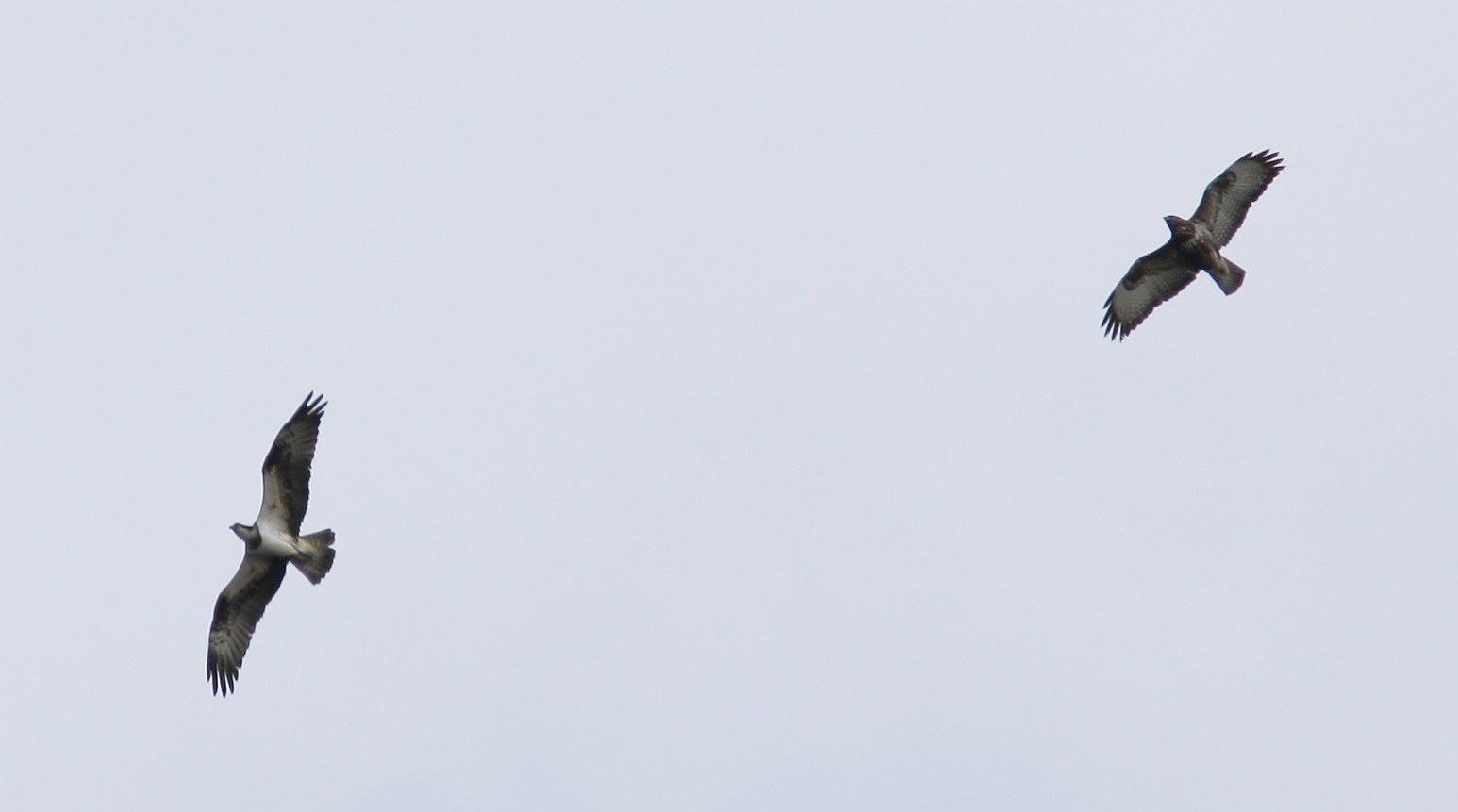
Sylwetka rybołowa (z lewej) i myszołowa zwyczajnego (Buteo buteo) (z prawej) w locie

IUCN uznaje rybołowa za gatunek najmniejszej troski (LC, Least Concern) nieprzerwanie od 1988 roku. Liczebność światowej populacji, według szacunków, mieści się w przedziale 100–500 tysięcy dorosłych osobników. Globalny trend liczebności populacji uznawany jest za wzrostowy.
W Polsce objęty ochroną gatunkową ścisłą. Wymaga ochrony czynnej. Wokół gniazd rybołowów obowiązuje strefa ochronna: przez cały rok w promieniu do 200 m, a okresowo (od 1.03 do 31.08) – w promieniu do 500 m od gniazda. Nie można tam przebywać, ani prowadzić robót leśnych. Na Czerwonej liście ptaków Polski został sklasyfikowany jako gatunek narażony (VU).
W Polsce od początku XXI wieku daje się zauważyć spadek liczebności. Powodem tego zjawiska są prześladowania i nielegalny odstrzał gatunku na stawach hodowlanych oraz zmiany do jakich dochodzi w jego siedliskach. Głównie chodzi tu o zagospodarowywanie terenów na cele turystyczne. Coraz częściej brakuje starych drzew, na których mógłby postawić gniazdo. Dlatego też rekompensuje się to zakładaniem specjalnych platform.